# گزارش استنادی مجلات
گزارش استنادی مجلات (به انگلیسی: Journal Citation Reports) یا JCR یک نشریه سالانهٔ بهداشت و درمان و تقسیم علوم از تامسون رویترز است. که با وب آو نالج، توسط تامسون رویترز و از وب آو ساینس به JCR وب دیده شده است. همچنین آن اطلاعات مربوط به مجلات علمی در علوم و علوم اجتماعی، از جمله ضریب تاثیر را فراهم می‌کند.

## اطلاعات عمومی مجله
اطلاعات داده شده برای هر مجله شامل موارد زیر است:
- اطلاعات اولیه کتابشناختی از ناشر، مخفف عنوان، زبان، ISSN
- دسته بندی موضوعی (که ۱۷۱موضوع از جمله در علوم و ۵۴ در علوم اجتماعی وجود دارد)

## اطلاعات استنادی
داده استناد عمومی:
- تعدادی از مقاله‌های منتشر شده در طول آن سال و
- تعداد مقالات در مجله در طول سال‌های بعد از آن، در مقالات خود و دیگر مجلات استناد شده است،

جداول جزئیات
- تعداد مقالات در مجله در طول سال‌های بعد از آن در مقالات خود و دیگر مجلات استناد شده است،
- تعداد استنادهای ساخته شده از مقالات منتشر شده در مجله در همان سال به آن و دیگر مجلات فرد خاص در طول هر یک از ده سال اخیر
- تعدادی از مقالات منتشر شده در مجله در طول هر یک از ۱۰ سال اخیر توسط مجلات خاص و منحصربه‌فرد در طول سال

و اقدامات چند به دست آمده از این داده‌ها:
- عامل تأثیر مجلات، نسبت تعداد استنادها به ۲ سال قبل مجله تقسیم بر تعداد مقاله‌ها در آن سال‌ها
- شاخص آنی مجله، تعداد استناد در آن سال به مقالات همان سال منتشر شده
- مجله با استناد به نیمه عمر، سن متوسط از مقالات که مقاله در آن سال در مجله منتشر شده ذکر شده بود،
- مجله نیمه عمر، سن متوسط از مقالات در مجله که در طول سال‌ها توسط سایر مجلات استناد شده است.